# Principio de exclusión de Pauli

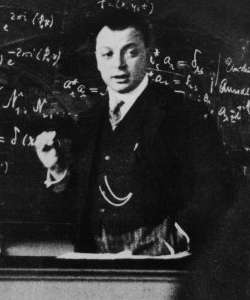
Wolfgang Pauli formuló la ley que establece que no puede haber dos electrones con el mismo conjunto de números cuánticos.

El principio de exclusión de Pauli es una regla de la mecánica cuántica, enunciada por Wolfgang Ernst Pauli en 1925.
Establece que no puede haber dos fermiones en el mismo estado cuántico (esto es, con todos sus números cuánticos sea idénticos) dentro del mismo sistema cuántico. Formulado inicialmente como principio, posteriormente se comprobó que era derivable de supuestos más generales: de hecho, es una consecuencia del teorema de la estadística del espín de 1940.
En el caso de los electrones en los átomos, se puede afirmar lo siguiente: es imposible que dos electrones de un átomo polielectrónico tengan los mismos valores de los cuatro números cuánticos: n, el número cuántico principal; {\displaystyle l}, el número cuántico azimutal; m, el número cuántico magnético; y ms, el número cuántico de espín. Por ejemplo, si dos electrones residen en el mismo orbital, entonces sus valores de n, {\displaystyle l}, y ml son iguales; por lo tanto su ms debe ser diferente, y así los electrones deben tener proyecciones de espín semientero opuestas de 1/2 y -1/2.
Las partículas con espín entero, o bosones, no están sujetas al principio de exclusión de Pauli: cualquier número de bosones idénticos puede ocupar el mismo estado cuántico, como ocurre, por ejemplo, con los fotones producidos por un láser o los átomos en un condensado de Bose-Einstein.
Una afirmación más rigurosa es que, en lo que respecta al intercambio de dos partículas idénticas, la función de onda total (de muchas partículas) es antisimétrica para los fermiones, y simétrica para los bosones. Esto significa que si las coordenadas espaciales y de espín de dos partículas idénticas se intercambian, entonces la función de onda total cambia de signo para los fermiones y no cambia para los bosones.
Si dos fermiones estuvieran en el mismo estado (por ejemplo, el mismo orbital con el mismo espín en el mismo átomo), intercambiarlos no cambiaría nada y la función de onda total no cambiaría. La única manera de que la función de onda total cambie de signo, como se requiere para los fermiones, y que además permanezca inalterada es que esta función sea cero en todas partes, lo que significa que el estado no puede existir. Este razonamiento no se aplica a los bosones porque el signo no cambia.

## Introducción
Históricamente el principio de exclusión de Pauli fue formulado para explicar la estructura atómica y la organización de la tabla periódica, y consistía en imponer una restricción sobre la distribución de los electrones en los diferentes estados cuánticos. Posteriormente, el análisis de sistemas de partículas idénticas llevó a la conclusión de que cualquier estado debía tener una simetría bajo intercambio de partículas peculiar, lo cual implicaba que existían dos tipos de partículas: Fermiones, que satisfarían el principio de Pauli, y bosones, que no lo satisfarían. 
El principio de exclusión de Pauli estipula que dos fermiones no pueden ocupar el mismo estado cuántico dentro del mismo sistema al mismo tiempo, mientras que para el caso de los electrones estipula que es imposible para 2 electrones en un mismo átomo tener los mismos 4 valores para los números cuánticos, donde esos 4 números incluyen el número cuántico principal, el número cuántico de momento angular, el número cuántico magnético y por último, el número cuántico de espín.
Como se ha dicho, el principio de exclusión de Pauli solo es aplicable a Fermiones, esto es, partículas que forman estados cuánticos antisimétricos y que tienen espín semientero. Son Fermiones, por ejemplo, los electrones y los quarks (estos últimos son los que forman los protones y los neutrones). En cambio, partículas como el fotón, y el (hipotético) gravitón, no obedecen a este principio, ya que son bosones, esto es, forman estados cuánticos simétricos y tienen espín entero. Como consecuencia, una multitud de fotones puede estar en un mismo estado cuántico de partícula, como en los láseres.
Es sencillo derivar el principio de Pauli, basándonos en el teorema espín-estadístico aplicado a partículas idénticas. Los Fermiones de la misma especie, forman sistemas con estados totalmente antisimétricos, lo que para el caso de dos partículas significa que:

{\displaystyle |\psi (x)\psi '(x')\rangle =-|\psi '(x)\psi (x')\rangle }

La permutación de una partícula por otra, invierte el signo de la función que describe al sistema. Si las dos partículas ocupan el mismo estado cuántico {\displaystyle |\psi \rangle }, el estado del sistema completo es {\displaystyle |\psi \psi \rangle }. Entonces:

{\displaystyle |\psi (x)\psi (x')\rangle =-|\psi (x')\psi (x)\rangle =0\;{\hbox{(ket nulo)}}}

En este caso, no puede darse porque el ket anterior no representa un estado físico. Este resultado puede generalizarse por inducción al caso de más de dos partículas.
Desde la física atómica también es posible deducir el Principio de exclusión de Pauli. Si tenemos un estado de dos electrones, su función de onda puede ser expresada de la siguiente manera:
{\textstyle \psi ({\vec {r_{1}}},{\vec {r_{2}}},{\vec {s_{1}}},{\vec {s_{2}}})=\phi ({\vec {r_{1}}},{\vec {r_{2}}})\chi ({\vec {s_{1}}},{\vec {s_{2}}})}
Donde se distingue una parte espacial y una asociada al spin. Puesto que la naturaleza nos impone tener una función de onda antisimétrica para fermiones, esto nos lleva a las siguientes posibilidades:
- {\displaystyle \phi } simétrica y {\displaystyle \chi } antisimétrica {\displaystyle \phi _{S}({\vec {r_{1}}},{\vec {r_{2}}})={\frac {1}{\sqrt {2}}}(\psi ({\vec {r_{1}}})\phi ({\vec {r_{2}}})+\psi ({\vec {r_{2}}})\phi ({\vec {r_{1}}}))}
- {\displaystyle \phi } antisimétrica y {\displaystyle \chi } simétrica {\displaystyle \phi _{A}({\vec {r_{1}}},{\vec {r_{2}}})={\frac {1}{\sqrt {2}}}(\psi ({\vec {r_{1}}})\phi ({\vec {r_{2}}})-\psi ({\vec {r_{2}}})\phi ({\vec {r_{1}}}))}

Si nos encontramos con un sistema con spin simétrico ({\displaystyle |\uparrow \uparrow >} , {\displaystyle |\downarrow \downarrow >}), nuestra función de onda espacial tiene que ser antisimétrica. Pero si ambos fermiones se encuentran en el mismo estado, y por lo tanto, misma función de onda espacial ({\displaystyle \psi =\phi }) , la función de onda espacial en el estado {\displaystyle \phi _{A}({\vec {r_{1}}},{\vec {r_{2}}})={\frac {1}{\sqrt {2}}}(\phi ({\vec {r_{1}}})\phi ({\vec {r_{2}}})-\phi ({\vec {r_{2}}})\phi ({\vec {r_{1}}}))=0}. Por lo que se puede concluir que si dos fermiones tienen misma onda espacial, estos deben de ocupar un estado antisimétrico de spin. Y si estos ocupan el mismo estado de spin, sus funciones de onda espaciales tienen que representar diferentes estados.

## Historia
A principios del siglo XX se hizo evidente que los átomos y moléculas con un número par de electrones son más estables químicamente que los que tienen un número impar de electrones. En el artículo de 1916 "El átomo y la molécula" de Gilbert N. Lewis, por ejemplo, el tercero de sus seis postulados del comportamiento químico afirma que el átomo tiende a tener un número par de electrones en cualquier envoltura, y especialmente a tener ocho electrones, que él suponía dispuestos típicamente de forma simétrica en las ocho esquinas de un cubo. En 1919 el químico Irving Langmuir sugirió que la tabla periódica podía explicarse si los electrones de un átomo estaban conectados o agrupados de alguna manera. Se pensó que los grupos de electrones ocupaban un conjunto de capas de electrones alrededor del núcleo. En 1922, Niels Bohr actualizó su modelo del átomo asumiendo que ciertos números de electrones (por ejemplo 2, 8 y 18) correspondían a "cáscaras cerradas" estables.: 203 
Pauli buscó una explicación para estos números, que al principio eran solo empírica. Al mismo tiempo intentaba explicar los resultados experimentales del efecto Zeeman en la espectroscopia atómica y en el ferromagnetismo. Encontró una pista esencial en un artículo de 1924 de Edmund C. Stoner, que señalaba que, para un valor dado del número cuántico principal (n), el número de niveles de energía de un solo electrón en el espectro de metales alcalinos en un campo magnético externo, donde todos los niveles de energía degeneradoss están separados, es igual al número de electrones en la corteza cerrada de los gases nobles para el mismo valor de n. Esto llevó a Pauli a darse cuenta de que los complicados números de electrones en envolturas cerradas pueden reducirse a la simple regla de un electrón por estado si los estados de los electrones se definen utilizando cuatro números cuánticos. Para ello introdujo un nuevo número cuántico de dos valores, identificado por Samuel Goudsmit y George Uhlenbeck como espín del electrón..

## Aplicaciones

### Átomos
El principio de exclusión de Pauli ayuda a explicar una gran variedad de fenómenos físicos. Una consecuencia particularmente importante del principio es la elaborada estructura de la corteza electrónica de los átomos y la forma en que los átomos comparten electrones, lo que explica la variedad de elementos químicos y sus combinaciones químicas. Un átomo eléctricamente neutro contiene electrones ligados en número igual al de protones en el núcleo. Los electrones, al ser fermiones, no pueden ocupar el mismo estado cuántico que otros electrones, por lo que los electrones tienen que "apilarse" dentro de un átomo, es decir, tener diferentes espines mientras están en el mismo orbital electrónico, como se describe a continuación.
Un ejemplo es el átomo de helio neutro, que tiene dos electrones ligados, ambos de los cuales pueden ocupar los estados de menor energía (1s) adquiriendo espín opuesto; como el espín es parte del estado cuántico del electrón, los dos electrones están en estados cuánticos diferentes y no violan el principio de Pauli. Sin embargo, el espín sólo puede tomar dos valores diferentes (valor propios). En un átomo de litio, con tres electrones ligados, el tercer electrón no puede residir en un estado 1s y debe ocupar uno de los estados 2s de mayor energía. Del mismo modo, los elementos sucesivamente más grandes deben tener envolturas sucesivamente más energéticas. Las propiedades químicas de un elemento dependen en gran medida del número de electrones en la capa más externa; los átomos con diferentes números de capas de electrones ocupadas pero el mismo número de electrones en la capa más externa tienen propiedades similares, lo que da lugar a la tabla periódica de los elementos.: 214–218 
Para probar el principio de exclusión de Pauli para el átomo de helio, Gordon Drake realizó cálculos muy precisos para estados hipotéticos del átomo de He que la violan, los cuales se denominan estados parónicos. Más tarde, K. Deilamian et al. utilizó un espectrómetro de haz atómico para buscar el estado parónico 1s2s 1S0 calculado por Drake. La búsqueda fue infructuosa y demostró que el peso estadístico de este estado parónico tiene un límite superior de 5x 10-6. (El principio de exclusión implica un peso de cero).

### Propiedades del estado sólido
En los  conductores y semiconductores, hay un gran número de orbitales moleculares que forman una estructura de banda continua de niveles de energía. En los conductores fuertes (metales), los electrones son tan  degenerados que ni siquiera pueden contribuir mucho a la  capacidad térmica de un metal.: 133–147  Muchas propiedades mecánicas, eléctricas, magnéticas, ópticas y químicas de los sólidos son consecuencia directa de la exclusión de Pauli.

### Estabilidad de la materia
La estabilidad de cada estado del electrón en un átomo se describe mediante la teoría cuántica del átomo, que muestra que la aproximación cercana de un electrón al núcleo aumenta necesariamente la energía cinética del electrón, una aplicación del principio de incertidumbre de Heisenberg. Sin embargo, la estabilidad de grandes sistemas con muchos electrones y muchos nucleones es una cuestión diferente, y requiere el principio de exclusión de Pauli.
Se ha demostrado que el principio de exclusión de Pauli es el responsable de que la materia ordinaria a granel sea estable y ocupe volumen. Esta sugerencia fue hecha por primera vez en 1931 por Paul Ehrenfest, quien señaló que los electrones de cada átomo no pueden caer todos en el orbital de menor energía y deben ocupar sucesivamente envolturas mayores. Los átomos, por tanto, ocupan un volumen y no se pueden apretar demasiado entre sí.
La primera prueba rigurosa fue proporcionada en 1967 por Freeman Dyson y Andrew Lenard (de), quienes consideraron el equilibrio de fuerzas atractivas (electrón-nuclear) y repulsivas (electrón-electrón y nuclear-nuclear) y demostraron que la materia ordinaria colapsaría y ocuparía un volumen mucho menor sin el principio de Pauli.
Una prueba mucho más simple fue encontrada más tarde por Elliott H. Lieb y Walter Thirring en 1975. Proporcionaron un límite inferior en la energía cuántica en términos del modelo de Thomas-Fermi, que es estable debido a una teorema de Teller. La prueba utilizaba un límite inferior de la energía cinética que ahora se denomina desigualdad de Lieb-Thirring.
La consecuencia del principio de Pauli aquí es que los electrones del mismo espín se mantienen separados por una interacción de intercambio repulsiva, que es un efecto de corto alcance, que actúa simultáneamente con la fuerza electrostática o  fuerza coulómbica de largo alcance. Este efecto es en parte responsable de la observación cotidiana en el mundo macroscópico de que dos objetos sólidos no pueden estar en el mismo lugar al mismo tiempo.

## Consecuencias
El caso más conocido, por su amplia utilización en el campo de la química y la física atómica, es el sistema cuántico del átomo de Schrödinger, siendo los Fermiones los electrones. Por ello es la versión más conocida de este lema:

Dos electrones en un átomo no pueden tener los mismos números cuánticos.

Otro fenómeno físico del que es responsable el principio de Pauli, es el ferromagnetismo, en el que el principio de exclusión implica una energía de intercambio que induce al alineamiento paralelo de electrones vecinos (que clásicamente se alinearían antiparalelamente).